# Lima, Ohio
Lima är en stad i den amerikanska delstaten Ohio med en yta av 33,4 km² och en folkmängd, som uppgår till 40 081 invånare (2000). Lima är huvudorten i Allen County, Ohio och i tv-serien Glee.

## Kända personer från Lima
- Charles William Fulton, politiker
- Ann Hamilton, konstnär
- Joe Henderson, jazzmusiker